# 조반니 데 메디치 (추기경)

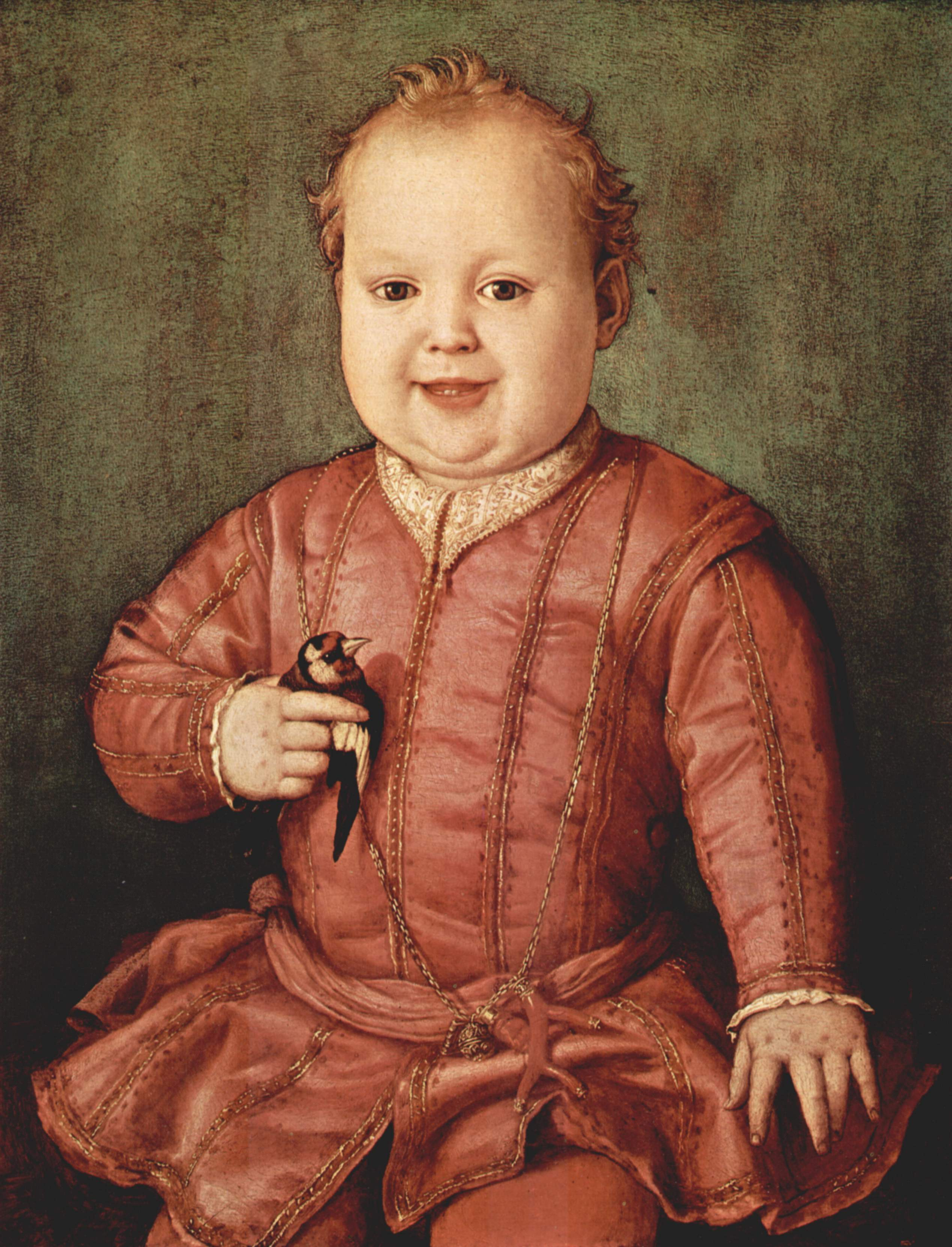
아뇰로 브론치노 작의 조반니 데 메디치의 초상화 (1545년 경, 피렌체 우피치 미술관 소장).

조반니 디 코시모 1세 데 메디치(이탈리아어: Giovanni di Cosimo I de' Mediciu, 1544년 9월 29일 - 1562년 11월 20일)는 이탈리아의 추기경이다.

## 어린 시절
그는 피렌체에서 코시모 1세와 레오노르 데 톨레도의 차남으로 태어났다. 그의 형인 프란체스코가 정치적, 군사적 경력을 쌓을 동안, 그는 성직의 경력으로서 그를 섬겼다.
그는 아뇰로 브론치노가 그려준 유명한 초상화 두 점이 있는데, 하나는 유아기 시절의 모습이고 나머지 하나는 그 이후에 그의 어머니 레오르노 데 톨레도와 함께 그려진 것이다(참고로 후자의 작품은 프란체스코나 그라치아도 확인되었다).
피사 대주교구를 거친 후, 1560년 1월 31일 추기경회를 거쳐 17세의 나이에 교황 비오 4세는 그를 산타 마리아 인 도미니카의 추기경으로 만들어주었다.

## 죽음
추정상 결핵을 겪었을 것으로 보이는 그는 말라리아로 인해 2년 뒤인 리보르노에서 사망했다. 그의 어머니와 그의 동생 가르치아도 같은 질병으로 며칠 뒤 사망했다.
그의 사망 후 수세기에 걸쳐, 1562년에 분쟁을 일으킨 그의 형제 가르치아가 그를 죽였다는 미신이 생겨났다. 결국 분노한 아버지인 코시모가 그를 칼로 죽였다는 것이였다. 그러나 오늘날의 발굴에서 신체에 어떠한 폭력의 흔적이 없었고 1562년에 말라리아로 사망했다는 것만을 보여줬다.
그의 아버지 코시모는 같은 이름인 또다른 아들을 두었다(그는 돈 조반니 데 메디치로 잘 알려져있다).